# Hidarnes II
Hidarnes (persa antic: Vidarna; grec antic: Ὑδάρνης) va ser un noble persa, comandant del regimantic persa Vidarnat dels Immortals durant l'expedició del rei aquemènida Xerxes I a Grècia en el 480 aC.

## Context històric
Hidarnes era fill d'un altre Hidarnes I, un dels set conspiradors que van assassinar al mag usurpador Gaumata,facilitant així l'accés de Darius I al tron persa en el 522 aC. Hidarnes pare es va convertir en un home influent, ja que tenia el comandament de la guàrdia real: era el seu cap o hazarapatish, l'oficial més important de la cort. Per les tauletes trobades a Persèpolis se sap que el 499 aC encara era sàtrapa de Mèdia. Aquesta satrapía era de les més importants, i només les de Bactriana, Susa i Babilònia podien equiparar-se-li.
La influència del vell Hidarnes va permetre als seus fills l'accés a càrrecs també importants. L'historiador grec Heròdoto d'Halicarnàs explica que en el 480 aC, el seu fill Sisamnes era sàtrapa d'Ària, i el jove Hidarnes, estava al comandament de les tropes de tota la costa asiàtica. És possible que Hidarnes ja estigués a l'oest amb anterioritat, ja que Heródoto diu que havia servit a Tràcia el 499 aC.

## El seu rol en les Guerres Mèdiques
Durant la Segona Guerra Mèdica amb l'expedició del rei Xerxes I a Grècia continental, el jove Hidarnes comandava als Immortals, els quals eren, segons Heròdoto, un cos d'elit de l'exèrcit aquemènida. Durant la batalla de les Termòpiles (480 aC), Hidarnes i els seus homes van trobar una ruta alternativa al pas assenyalada per Efialtes de Tesalia. Van marxar de nit, sorprenent a la rereguarda grega i aconseguint d'aquesta forma la victòria.
Els Immortals seguirien a Grècia durant l'any següent quan Mardoni va ser designat comandant en cap de les forces perses després de la derrota naval a la batalla de Salamina. Hidarnes, no obstant això, va tornar a Àsia amb el seu rei, ja que hi havia rumors d'una possible nova revolta a Babilònia. Hidarnes va ser l'encarregat de dirigir a l'exèrcit de tornada a casa a través del Helespont fins a l'Àsia Menor. Els Immortals serien finalment derrotats en la batalla de Platea, l'any 479 aC.
Al darrer quart del segle v aC, dos descendents de Hidarnes serien personatges influents a l'Imperi aquemènida: Tissafernes es convertiria en sàtrapa de Lídia i Cària i un altre Hidarnes III que podria ser fill o net, s el sogre del rei Artajerjes II. Tots dos eren probablement nets del Hidarnes d'aquest article. La família perdria el favor del rei en el 395 aC, quan les forces de Tissafernes van perdre una batalla per segona vegada en l'Àsia Menor prop de Sardes, contra el rei d'Esparta Agesilau II.